# Walter Gaitán
Pour les articles homonymes, voir Gaitán.
Walter Nicolás Gaitán Sayavedra (né le 13 mars 1977 à La Rioja en Argentine) est un joueur de football argentin.

## Palmarès
| Saison | Club         | Titre                                   |
| ------ | ------------ | --------------------------------------- |
| 2001   | Boca Juniors | Copa Libertadores                       |
| 2004   | Tigres       | Meilleur buteur du championnat mexicain |
| 2005   | Tigres       | Interliga 2005                          |
| 2006   | Tigres       | Interliga 2006                          |